# Lufthansa Cargo
Networking the world

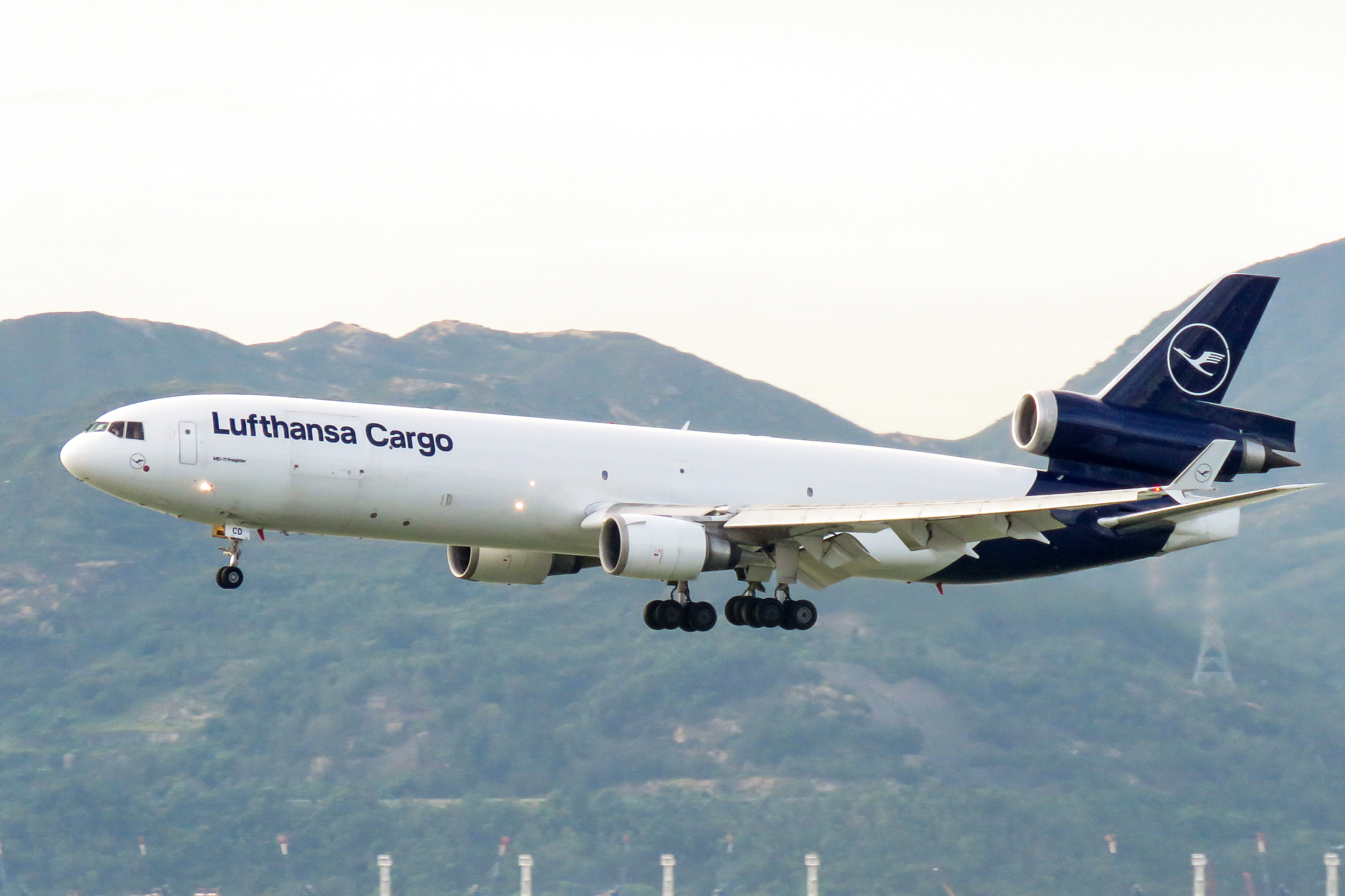
Un MD-11 de Lufthansa Cargo arborant la nouvelle livrée

Lufthansa Cargo, filiale de la compagnie nationale allemande Deutsche Lufthansa AG, est chargée de gérer le transport du fret à bord des avions de la compagnie. Elle opère à la demande (affrètement d'avions complets), ou en utilisant les lignes régulières de Lufthansa, ce qui représente la majeure partie de son activité. Elle commercialise les capacités de soute de plus de 300 avions de passagers. Depuis janvier 2005, elle n'opère plus le Boeing 747 cargo, mais uniquement les MD-11 et des Boeing 777-200.

## Historique
- 1994 : création
- 2000 : création de WOW Alliance avec SAS Cargo Group et Singapore Airlines Cargo
- 2009 : Lufthansa Cargo quitte l'Alliance WOW.

Ancien logo de Lufthansa Cargo

## Flotte
En mars 2022, la flotte de Lufthansa Cargo se compose des aéronefs suivants:
| Avions         | En service | En commande | Capacité cargo | Notes                                                      |
| -------------- | ---------- | ----------- | -------------- | ---------------------------------------------------------- |
| Boeing 777F    | 11         | 0           | 103 tonnes     | Récemment livrés, moyenne d'âge de 4,6 ans (en mars 2020). |
| Airbus A321P2F | 2          | 0           | 28 tonnes      | Conversion de deux de leurs A321-200 en A321P2F.           |

## Flotte historique
| Avions    | Unités | Capacité cargo | Entrée dans la flotte (année) | Sortie de la flotte (année) | Notes                                                        |
| --------- | ------ | -------------- | ----------------------------- | --------------------------- | ------------------------------------------------------------ |
| 707-300C  | 6      | 44 tonnes      | 1965                          | 1984                        | Dont quatre en service avec German Cargo 1977-1984           |
| 737-200F  | 3      | tonnes         | 1985                          | 1995                        | Dont un en service pour Air Atlanta Icelandic                |
| 737-300F  | 1      | 20 tonnes      | 1994                          | 1997                        | D-ABWS ancien avion passager                                 |
| 747-200F  | 10     | 109 tonnes     | 1981                          | 2000                        | Certains ont été convertis de passager à cargo par Lufthansa |
| DC-8-70F  | 5      | 51 tonnes      | 1993                          | 1997                        |                                                              |
| DC-10-30F | 1      | TBA            | Janvier 1989                  | Juillet 1989                |                                                              |
| MD-11F    | 19     | 94,7 tonnes    | Juin 1998                     | Octobre 2021                |                                                              |

## Galerie

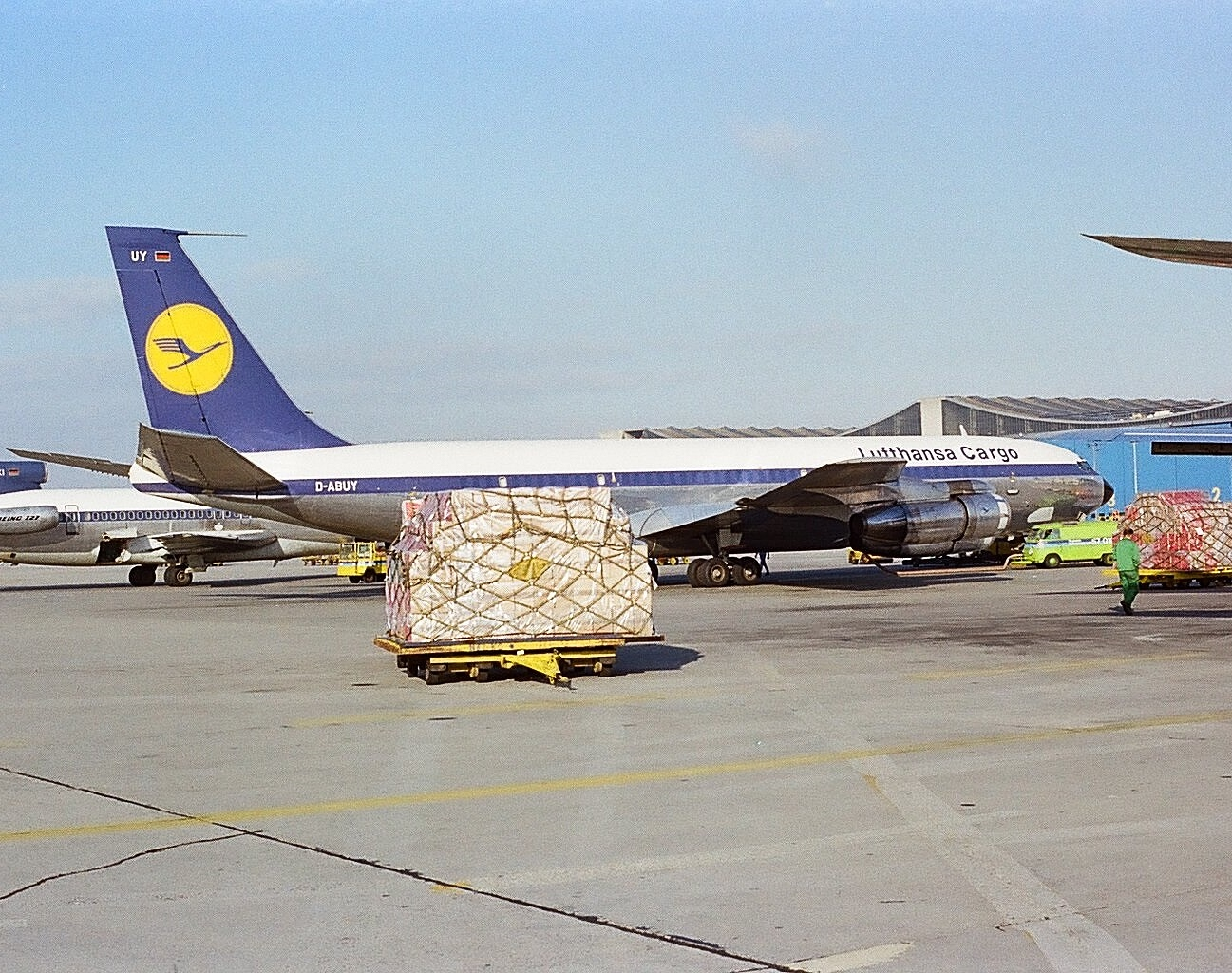
Lufthansa Cargo Boeing 707-330C D-ABUY
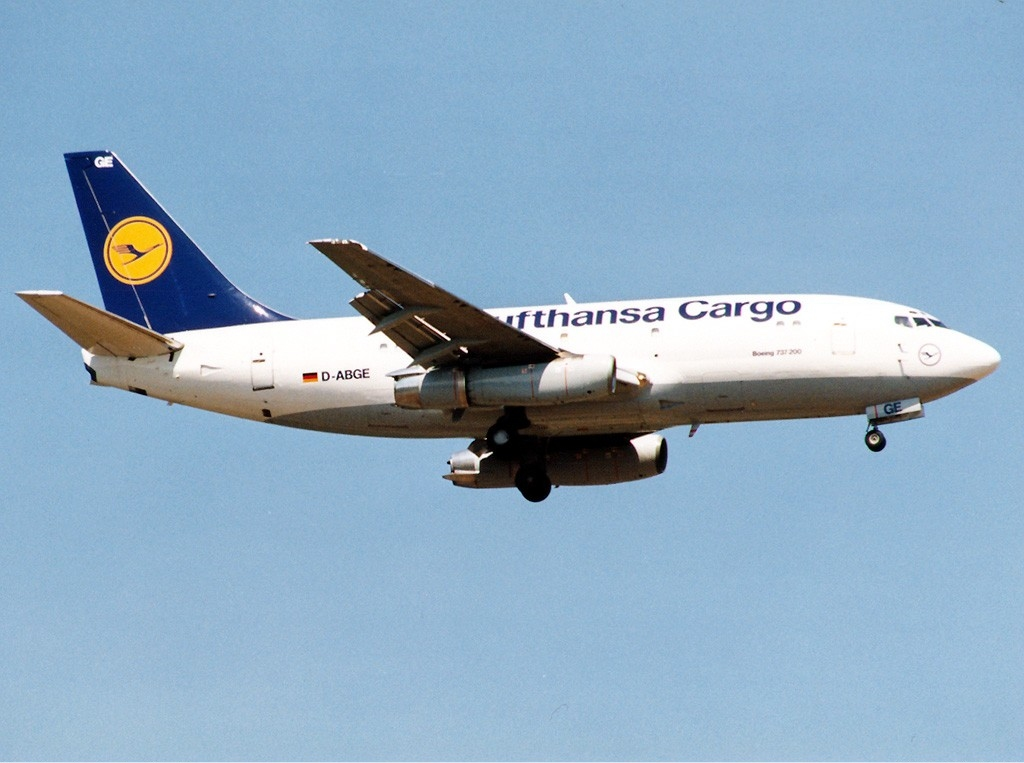
Lufthansa Cargo Boeing 737-230(F)
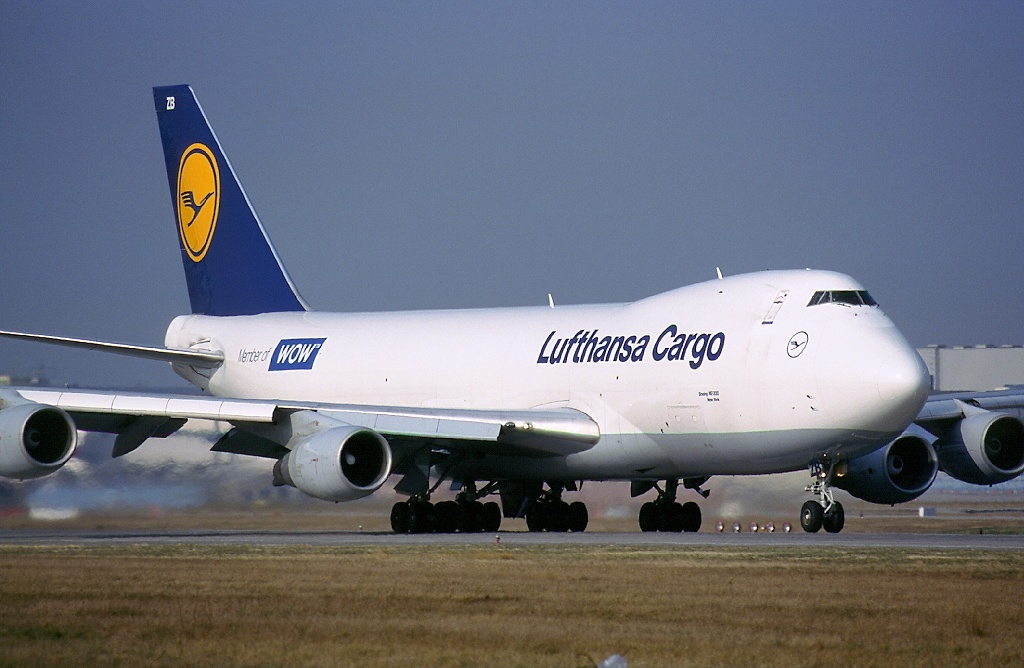
Lufthansa Cargo Boeing 747-230F
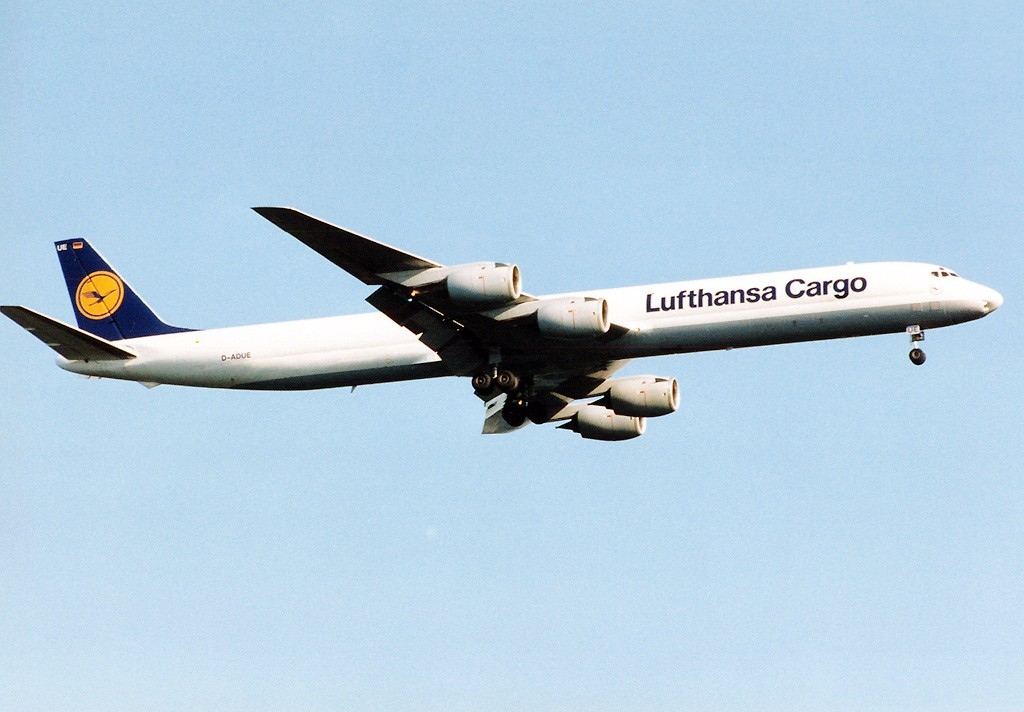
Lufthansa Cargo Douglas DC-8-73
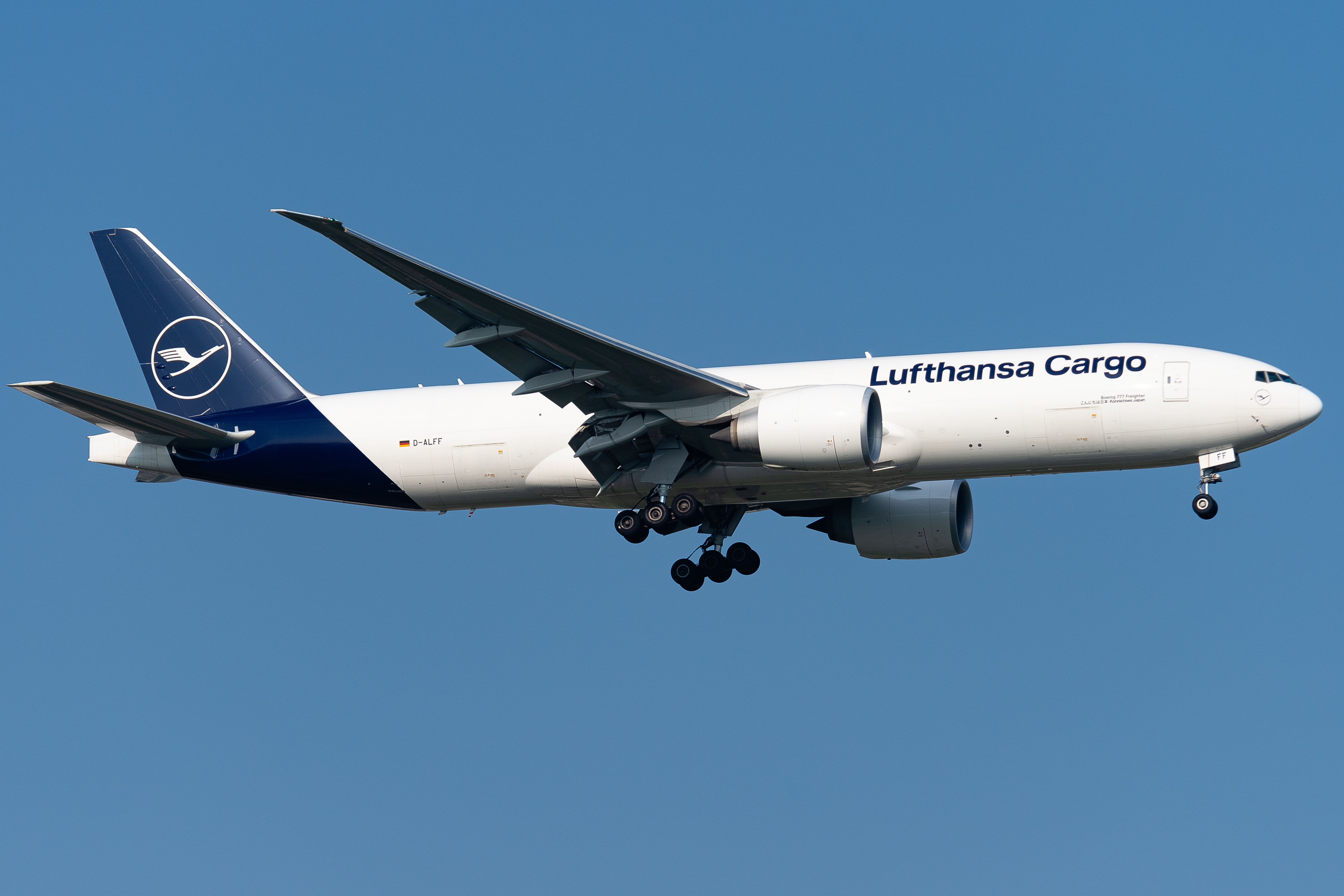
Lufthansa Cargo Boeing 777F
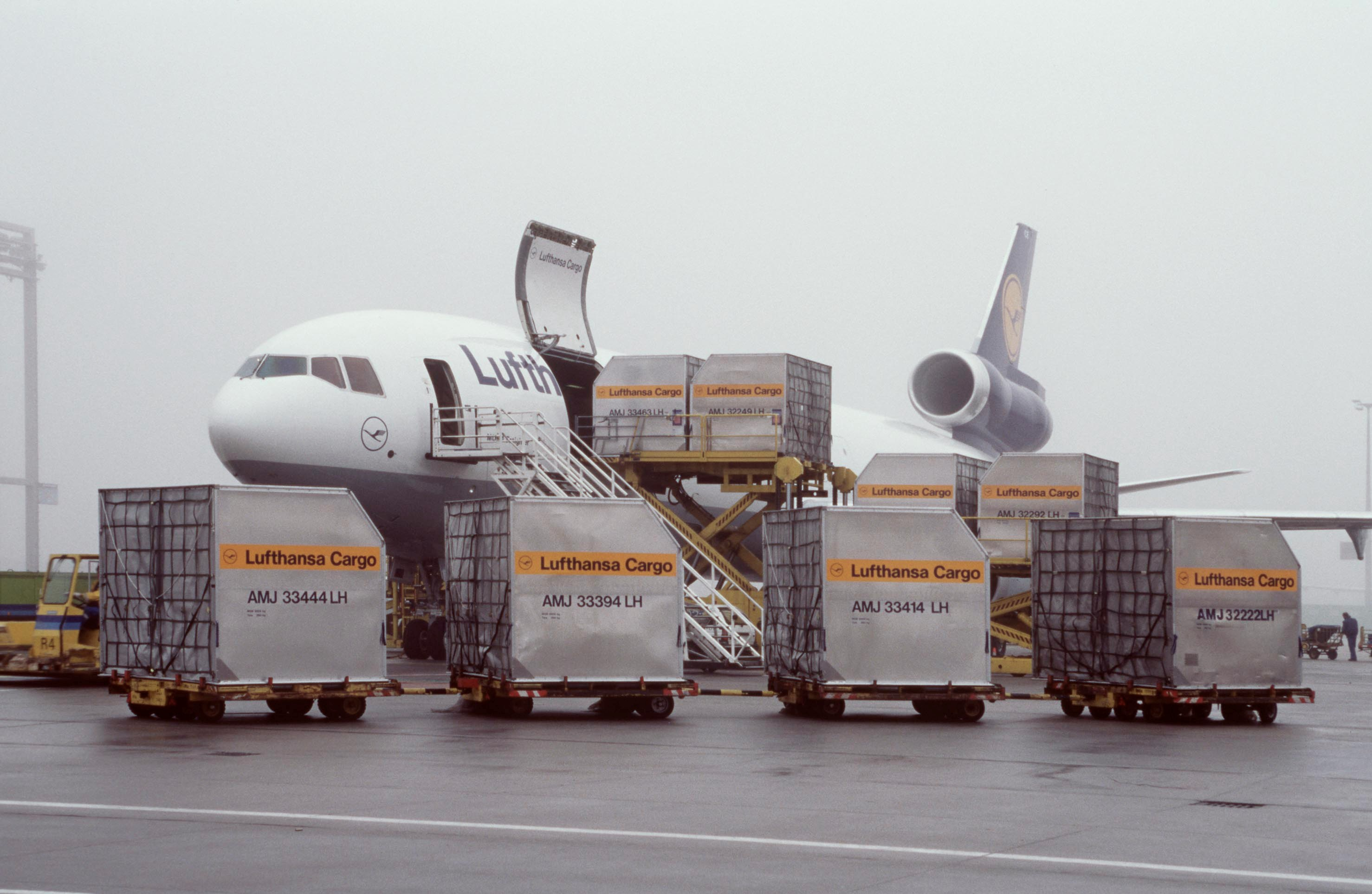
Lufthansa Cargo MD11 Beladung